# Richard Quine
Richard Quine (Detroit, Michigan, 12 de novembro de 1920 — Los Angeles, Califórnia, 10 de junho de 1989) foi um cineasta estadunidense.

## Biografia
Quine entrou na vida artística como ator ainda jovem, em 1933, mas nunca conseguiu um papel de destaque. Reinventou-se, então, em roteirista da Columbia Pictures no começo da década de 1950 e passou a dirigir em 1952.
O sucesso chegou em 1955, quando escreveu e dirigiu Jejum de amor, com Jack Lemmon e Kim Novak (ele participara como ator na primeira versão, em 1942). A partir daí viriam muitos outros sucessos e ele se tornaria amigo particular de Jack Lemmon e marido de Kim Novak, em 1958.
Embora tenha trabalhado até a década de 1980, foi nas décadas de 1950 e década de 1960 que alcançou maior projeção, principalmente ao dirigir comédias e musicais.
Suicidou-se sem que os amigos soubessem a verdadeira razão, um pouco antes de completar 69 anos.

## Filmografia
- The Fiendish Plot of Dr. Fu Manchu – (1980) (não creditado)
- The Prisoner of Zenda – (1979)
- Double Take – (1979)
- The Specialists – (1975)
- W – (1974)
- The Moonshine War – (1970)
- A Talent for Loving – (1969)
- Sad – (1967)
- Hotel – (1967)
- Synanon – (1965)
- How to Murder Your Wife – (1965)
- Sex and the Single Girl – (1964)
- Paris – When It Sizzles – (1964)
- The Notorious Landlady – (1962)
- The World of Suzie Wong – (1960)
- Strangers When We Meet – (1960)
- It Happened to Jane – (1959)
- Bell Book and Candle – (1958)
- Operation Mad Ball – (1957)
- Full of Life – (1956)
- The Solid Gold Cadillac – (1956)
- My sister Eileen – (1955)
- So This Is Paris – (1955)
- Pushover – (1954)
- Drive a Crooked Road – (1954)
- Cruisin' Down the River – (1953)
- Siren of Bagdad – (1953)
- All Ashore – (1953)
- Rainbow 'Round My Shoulder – (1952)
- Sound off – (1952)